# 一撃必殺
一撃必殺（いちげきひっさつ）とは、武術の特定の流派にある、ただ一打で相手を殺す（倒す）という思想である。対義語として「多撃必倒」などが用いられることが多い。

## 概念
「一撃」は「一つの攻撃」を意味し、「必殺」は「必ず致死させる」を意味するが、必ずしも一回の攻撃で相手を殺す（倒す）ことではなく、そのような気迫で相手を攻撃するという思想および理想である。なお、英語にも「One Shot One kill」という同じような意味の言葉がある。

## 武道の流派
この思想は、武術全般にあるわけではなく、少数の特定の流派にみられ、東洋や西洋を問わず過去から存在する。特に示現流の剣術の薬丸自顕流や空手道に強く見られる。特に空手道では松濤館流や錬武会流にその傾向が強い。
プロレスでも初期の頃に同定義として「この技が出たら試合が決まる」という技（ボディースラムやバックドロップなどが例）においてもこの定義が存在していたが、観客のマンネリ化を危惧するあまり次々に危険度の高い技の開発を余儀なくされ、さらにそれらの技を毎試合乱発するという負の連鎖を招いてしまい、本来の一撃必殺という定義がなくなってしまったと同時に競技者が死亡するというリング禍を招いてしまう原因となってしまった。